# جوزف فیلدز
جوزف فیلدز (انگلیسی: Joseph Fields؛ ۲۱ فوریه ۱۸۹۵ – ۴ مارس ۱۹۶۶) فیلم‌نامه‌نویس، نویسنده، نمایش‌نامه‌نویس، کارگردان نمایش و تهیه‌کننده فیلم اهل ایالات متحده آمریکا بود.

## فیلم‌شناسی
- پالم اسپرینگز
- یک شب در کازابلانکا
- آقایان موطلایی‌ها را ترجیح می‌دهند
- خواهر من آیلین (۱۹۴۲)
- خواهر من آیلین (۱۹۵۵)
- مردگان متحرک
- خرید لوئیزیانا